# Лесное Плуксово
Лесное Плуксово — опустевшая деревня в составе Бабеевского сельского поселения Темниковского района Республики Мордовия.

## География
Находится на расстоянии примерно 5 километров на юго-восток от районного центра города Темников.

## История
Известна с 1659 года. В 1866 году она была учтена как казенная деревня Темниковского уезда из 32 дворов. По состоянию на 2020 год опустела.

## Население
Постоянное население составляло 11 человек (мордва-мокша 100 %) в 2002 году, 8 в 2010 году.